# Alkathoos (Sohn des Aisyetes)
Alkathoos (altgriechisch Ἀλκάθοος Alkáthoos) von Troja ist eine Gestalt der griechischen Mythologie.
Homer berichtete in seiner Ilias über Alkathoos. Dieser war demnach der Sohn des Aisyetes, Gemahl der Hippodameia (der ältesten Tochter des Anchises), Schwager und Erzieher des Aineias. Im Trojanischen Krieg war er einer der trojanischen Anführer. Er wurde von Poseidon gelähmt und geblendet, so dass er von Idomeneus, dem König von Kreta, leichter getötet werden konnte.
Eine moderne Rezeption dieses Stoffes ist die Opera seria Idomeneo von Wolfgang Amadeus Mozart.